# Leopold Lažanský z Bukové
Leopold Lažanský z Bukové (Leopoli, 14 giugno 1808 – Brno, 7 novembre 1860) è stato un politico e nobile boemo.

## Biografia
Leopold era il figlio minore del cancelliere di corte e governatore della Moravia, il conte Prokop Lažanský, mentre sua madre era la baronessa Tereza Bretfeldová von Kronenburg, figlia del rettore dell'Università Carolina di Praga e sorella del rettore dell'Università di Vienna, nonché nipote dell'arcivescovo Václav Leopold Chlumčanský z Přestavlk.
Dopo aver completato i propri studi presso le università di Vienna e Praga, entrò nel servizio civile imperiale austriaco nel 1829 e divenne dapprima tirocinante nel governo provinciale della Galizia a Leopoli e poi segretario del governatore a Graz, ma senza retribuzione.
Nel 1836 tornò a Leopoli come consigliere del governatore locale ed in quegli anni contribuì al miglioramento della città con la creazione di nuovi spazi di verde pubblico. Nel 1842 divenne governatore regionale di Olomouc. Negli anni 1844-1847, tornò brevemente in Galizia, dove divenne vicepresidente del governatorato locale.
Nel 1847 venne nominato vicepresidente del governatorato della Moravia anche se de facto esercitò le funzioni di governatore provvisorio sino al 1849, divenendo in seguito governatore a tutti gli effetti. Durante gli anni delicati della rivoluzione del 1848, riuscì a mantenere la calma in Moravia a tal punto che anche il Reichstag venne trasferito da Vienna presso la sua sede di governatorato per poter continuare ad operare in sicurezza mentre nella capitale erano in corso pesanti agitazioni. Si distinse in Moravia per uno spirito favorevole all'assolutismo ed al conservatorismo.
Nel 1833 venne nominato ciambellano imperiale. Morì a Brno nel 1860.